# 平川地一丁目II 〜もうひとつのベストアルバムとラストライブ〜
「平川地一丁目Ⅱ 〜もうひとつのベストアルバムとラストライブ〜」（ひらかわちいっちょうめⅡ - ）は、平川地一丁目のベストアルバム。

## 概要
前ベストアルバム「平川地一丁目」に収録されなかった曲から選曲されたベストと、ラストライブの模様を収録したDVDの2枚組。

## 収録曲

### CD
1. かわれないので
2. いつかの僕へ
3. せんこうの華
4. 君との約束
5. 夕暮れ時の帰り道
6. あかね色の空
7. 夏の終わりの蜃気楼
8. 島を離れる夢を見て
9. 霞んだ山の向こう
10. 全ては君のために
11. ハイヒール
12. 悪魔の片想い
13. トマト
14. プロポーズ
15. 幸せへの距離
16. アイツ
17. 福田の夕陽（バンドver.）

### DVD
1. Tokyo
2. 全ては君のために
3. 運命の向こう
4. 永遠の約束
5. 時の停まった部屋
6. パリな僕
7. あかね色の空
8. 夏の終わりの蜃気楼
9. 島を離れる夢を見て
10. しおりのページ
11. 夢見るジャンプ
12. 君の分まで
13. 桜の隠す別れ道
14. かわれないので
15. 霞んだ山の向こう
16. 福田の夕陽
17. 君と会う向日葵の丘
18. あの頃の君
19. うたかた
20. 闇世に生まれて
21. いつもの通い道
22. アイツ
23. hikari
24. 君がいてくれたこと
25. とうきょう